# Indonipponaphis tuberculata
Indonipponaphis tuberculata är en insektsart som beskrevs av Ghosh, A.K. och D.N. Raychaudhuri 1973. Indonipponaphis tuberculata ingår i släktet Indonipponaphis och familjen långrörsbladlöss. Inga underarter finns listade i Catalogue of Life.